# هوجو یوشیتوکی
هوجو یوشیتوکی (به ژاپنی: 北条 義時 هوجو Yoshitoki); ۱ ژانویهٔ ۱۱۶۳ – ۸ ژوئیهٔ ۱۲۲۴) دومین شیکّن در شوگون‌سالاری کاماکورا و رهبر خاندان هوجو در ژاپن بود. وی پسر ارشد هوجو توکیماسا نخستین شیکّن بود. یوشیتوکی هوجو، که به خاندان هوجو در ولایت ایزو (شبه‌جزیره ایزو امروزی، استان شیزوئوکا) تعلق داشت، یک سامورایی بود که از اواخر دوره هی‌آن تا اوایل دوره کاماکورا فعالیت می‌کرد. هوجو یوشیتوکی، دومین پسر هوجو توکیماسا، اولین شیکن کاماکورا و برادر کوچکتر هوجو ماساکو بود که جانشین پدرش به عنوان رهبر شاخه اصلی خاندان هوجو یا توکوسو شد. پس از آن، زمانی که «گنجی شوگون»، از نوادگان مستقیم میناموتو نو یوریتومو که شوگون‌سالاری کاماکورا را پایه‌گذاری کرد، پس از سه نسل منقرض شد، هوجو یوشیتوکی رهبر واقعی شوگون‌سالاری شد. او امپراتور بازنشسته گوتوبا را در شورش جوکیو سرکوب کرد. در شورش جوکیو امپراتور گو-توبا ارتشی را در تلاش برای سرنگونی شوگون‌سالاری تشکیل داد و پس از شکست شورش امپراتور بازنشسته گوتوبا تبعید شد.

## اوایل زندگی و ارتباط با میناموتو نو یوریتومو
هوجو یوشیتوکی در سال ۱۱۶۳ میلادی به عنوان دومین پسر هوجو توکیماسا به دنیا آمد. نام او هوجو کوشیرو و اما شیرو نیز ذکر شده است.
گفته می‌شود که مادر واقعی او دختر ایتو سوکه‌چیکا، از خانواده قدرتمند، خاندان ایتو در ولایت ایزو (شهر ایتو فعلی، استان شیزوئوکا) بود، اما صحت این موضوع قطعی نیست.
در آن زمان، خاندان میناموتو در شورش هیجی متحمل شکست سختی شد که خاندان تایرا را در مقابل خاندان میناموتو قرار داد و دولت خاندان تایرا در شرف ایجاد بود.
در طول شورش هیجی، میناموتو نو یوشیتومو، یک شخصیت مرکزی در خاندان میناموتو (گنجی)، در ولایت اُواری (استان آیچی کنونی) در خلال عقب‌نشینی کشته شد و پسر سوم او، میناموتو نو یوشیتومو، به شبه‌جزیره ایزو تبعید و منتقل شد.
در این زمان، خاندان هوجو نقش نظارت بر میناموتو نو یوریتومو را توسط خاندان تایرا به عهده گرفت. وقتی هوجو یوشیتوکی حدود ۱۵ یا ۱۶ سال داشت، خواهر بزرگترش هوجو ماساکو با میناموتو نو یوریتومو ازدواج کرد. در نتیجه، خاندان هوجو عمیقاً با خاندان میناموتو درگیر شد و میناموتو نو یوریتومو بیش از ۲۰ سال را در ایزو در تبعید گذراند.

## ارزیابی هوجو یوشیتوکی و یوریتومو میناموتو در جوانی
در ۱۷ اوت ۱۱۸۰ (سال چهارم جیشو)، میناموتو نو یوریتومو، به دستور شاهزاده موچی‌هیتو، سومین پسر هفتاد و هفتمین امپراتور، امپراتور گوشیراکاوا، تصمیم گرفت ارتشی را در قسمت شرقی ژاپن با هدف سرکوب و دستگیری خاندان تایرا تشکیل دهد.
برای این منظور، سامورایی‌هایی از ولایت ساگامی (استان کاناگاوا کنونی)، ولایت موساشی (استان سایتامای فعلی) و ولایت ایزو جایی که هوجو یوشیتوکی در آن بود، جمع شدند.
هوجو یوشیتوکی به همراه پدرش هوجو توکیماسا و برادر بزرگترش هوجو مونه‌توکی به ارتش پیوست. این نبرد، که به نبرد ایشی‌باشی‌یاما معروف است، منجر به یک سری نبردها به نام جنگ گنپی، معروف به «شورش جیشو-جواِی» شد. در نبرد ایشی‌باشی‌یاما، ارتش گنجی (میناموتو) شکست خورد و برادر بزرگترش، هوجو مونه‌توکی، در این نبرد کشته شد، اما پس از آن، هوجو یوشیتوکی به ولایت سوروگا (در مرکز و شمال شرقی استان شیزوئوکا کنونی) حمله کرد. او به همراه پدرش در نبرد هاچیتا (۱۱۸۰ میلادی) و نبرد فوجیگاوا (۱۱۸۰ میلادی) به عنوان بخشی از ارتش خاندان گنجی (میناموتو) شرکت کرد.
در هر دو نبرد، هوجو یوشیتوکی کمک زیادی به پیروزی خاندان میناموتو کرد. علاوه بر این، در سال ۱۱۸۵ (سال چهارم جوئی / سال دوم گنریاکو)، هوجو یوشیتوکی به نیروی دستگیری خاندان تایرا پیوست که برادر ناتنی میناموتو نو یوریتومو، میناموتو نو نوری‌یوری، فرمانده آن بود، بنابراین، آنها به ولایت‌های غربی نیز حمله کردند.
او همچنین در نبرد آشیائورا که در ولایت چیکوزن (در غرب استان فوکوئوکای کنونی) رخ داد، به موفقیت‌های نظامی زیادی دست یافت. هوجو یوشیتوکی به خاطر اقداماتش در جنگ گنپی بسیار مورد تحسین قرار گرفت و در آوریل ۱۱۸۱ به عنوان یکی از ۱۱ مردی انتخاب شد که از اتاق خواب میناموتو نو یوریتومو محافظت می‌کردند.
محل خواب تنها جایی بود که سامورایی‌ها می‌توانستند خود را از تنش میدان نبرد رهایی بخشند، زیرا هرگز نمی‌دانستند چه زمانی مورد حمله دشمن قرار می‌گیرند. دلیل اینکه هوجو یوشیتوکی مسئولیت محافظت از چنین مکان خصوصی را به عهده گرفت، صرفاً به این دلیل بود که میناموتو نو یوریتومو به او اعتماد بسیاری داشت.

## فعالیت‌های هوجو یوشیتوکی در شوگون‌سالاری کاماکورا
در سال ۱۱۸۵ (سال چهارم جوئی / سال دوم گنریاکو، میناموتو نو یوریتومو خاندان تایرا را در نبرد دان نو اورا که آخرین نبرد جنگ گنپی بود، از بین برد و از دربار امپراتوری اجازه گرفت دست‌نشاندگان خود را به عنوان ملازم و روسای اراضی استان‌ها منصوب گرفت.
در نتیجه، میناموتو نو یوریتومو به‌طور مؤثری شوگون‌سالاری کاماکورا را تأسیس کرد. در همین حال، در سال ۱۱۸۹ (سال پنجم بونجی)، هوجو یوشیتوکی در نبرد اوشو شرکت کرد که بین خاندان اوشو فوجیوارا و دولت کاماکورا درگرفت. دولت کاماکورا در این نبرد پیروز شد و ولایت موتسو و ولایت دیوا (منطقه توهوکو کنونی) را که قلمروهای خاندان اوشو فوجیوارا بودند، تحت کنترل شوگون‌سالاری کاماکورا درآورد.
به این ترتیب میناموتو نو یوریتومو تمام ژاپن را به‌طور کامل فتح کرد. در سال ۱۱۹۰، میناموتو نو یوریتومو سرانجام به کیوتو رفت و با امپراتور بازنشسته امپراتور گوشیراکاوا ملاقات و گفتگو داشت. در این زمان، هوجو یوشیتوکی به عنوان یکی از هفت سرباز همراه میناموتو نو یوریتومو  انتخاب شد.
در سال ۱۱۹۲ (کنکیو سال سوم)، میناموتو نو یوریتومو توسط دربار امپراتوری به عنوان سی تایشوگون مورد انتظار منصوب شد و به عنوان اولین شوگون از شوگون‌سالاری کاماکورا، او هم از نظر نام و هم در واقعیت حاکم کشور شد. در همان سال، هوجو یوشیتوکی، با وساطت میناموتو نو یوریتومو، از هیمه نو مائه، دختر هیکی تومومونه، ملازم بانفوذ شوگون‌سالاری کاماکورا، به عنوان همسر اصلی خود استقبال کرد.
به این ترتیب، هوجو یوشیتوکی در بازدید خود به کیوتو به عنوان یکی از تنها هفت سرباز، همراه با میناموتو نو یوریتومو بود. این نیز به این دلیل است که او از میناموتو نو یوریتومو خواسته بود مقدمات ازدواج او را با هیمه نو مائه فراهم کند که گفته می‌شد زیباترین زن آن زمان بود. در این زمان استعداد او به عنوان یک ملازم شناخته شده بود.

## سیستم شورای ۱۳ نفره
میناموتو نو یوریتومو به‌طور ناگهانی در ۱۳ ژانویه ۱۱۹۹ (سال دهم کنکیو/سال اول شوجی) از دنیا رفت و با شدت گرفتن مبارزه برای قدرت در میان حفظ کنندگان شوگون سالاری، هوجو یوشیتوکی به تدریج به شهرت رسید.
در ۲۶ ژانویه همان سال، میناموتو نو یوری‌ایه، پسر ارشد میناموتو نو یوریتومو و هوجو ماساکو، جانشین پدرش میناموتو نو یوریتومو به عنوان دومین شوگون شد.
او در آن زمان تنها ۱۸ سال داشت؛ بنابراین، دست‌نشاندگان خاندان میناموتو با هدف حمایت از میناموتو نو یوری‌ایه جوان و مهار استبداد او، یک سیستم رهبری متشکل از ۱۳ نگهدارنده قدرتمند، به اصطلاح سیستم شورای ۱۳ نفره ایجاد کردند. هوجو یوشیتوکی به همراه پدرش هوجو توکیماسا در این شورا شرکت کرد.
تقریباً سه ماه پس از اینکه میناموتو نو یوری‌ایه سمت شوگون را به عهده گرفت، این ۱۳ نگهدارنده تأثیرگذار او را از رسیدگی مستقیم به دعاوی منع کردند. مسیر و جهت شوگون‌سالاری کاماکورا نه تنها توسط شوگون بلکه توسط ۱۳ ملازم در سیستم شورای ۱۳ نفره تعیین شد.

## اعضا
| شماره | نام               | مرگ    | |
| ----- | ----------------- | ------ | --- |
| ۱     | هوجو توکیماسا     | ۱۲۱۵   | نخستین شیکن، تبعید توسط پسرش یوشیتوکی پس از حادثه خاندان ماکی                                                           |
| ۲     | هوجو یوشیتوکی     | ۱۲۲۴   | دومین شیکن، مرگ طبیعی                                                                                                   |
| ۳     | کاجیوارا کاگه‌توکی | ۱۲۰۰   | کشته شدن پس از حادثه کاجیوارا کاگه‌توکی                                                                                  |
| ۴     | میئورا یوشیزومی   | ۱۲۰۰   | تبعید پس از حادثه کاجیوارا کاگه‌توکی و مرگ سه روز بعد از تبعید                                                           |
| ۵     | آداچی موریناگا    | ۱۲۰۰   | مرگ طبیعی. برکنار شدن از کار پس از حادثه کاجیوارا کاگه‌توکی                                                              |
| ۶     | هیکی یوشیکازو     | ۱۲۰۳   | کشته شدن پس از حادثه هیکی یوشیکازو                                                                                      |
| ۷     | ناکاهارا چیکایوشی | ۱۲۰۹   | همسرش دایهٔ دومین دختر میناموتو نو یوریتومو، سانمان بود، پس از مرگ سانمان در سن ۱۴ سالگی، چیکایوشی از شدت اندوه راهب شد. |
| ۸     | وادا یوشیموری     | ۱۲۱۳   | کشته شدن پس از شورش وادا یوشیموری                                                                                       |
| ۹     | میوشی یاسونوبو    | ۱۲۲۱   | مرگ طبیعی |
| ۱۰    | اوئه هیروموتو     | ۱۲۲۵   | مرگ طبیعی. چهارمین پسر او موری سوئه‌میتسو اولین رهبر خاندان موری بود.                                                    |
| ۱۱    | نیکایدو یوکیماسا  | نامشخص | مرگ طبیعی |
| ۱۲    | هاتا توموایه      | نامشخص | مرگ طبیعی |
| ۱۳    | آداچی توئوموتو    | نامشخص | مرگ طبیعی |

## حذف ملازمان قدرتمند همراه با پدرش توکیماسا هوجو
نمی‌توان گفت ملازمان با نفوذی که در این سیستم شورای ۱۳ نفره حضور داشتند، لزوماً با یکدیگر همکاری می‌کردند. به عنوان نمونه، دختر هیکی یوشیکازو با شوگون دوم، میناموتو نو یوری‌ایه، ازدواج کرد و قدرت خود را به عنوان یکی از بستگان مادری خانواده شوگون تقویت کرد و نسبت به ظهور خاندان هوجو محتاط بود.
هنگامی که میناموتو نو یوری‌ایه در ژوئیه ۱۲۰۳ بیمار شد (سال سوم کنین)، شورایی متشکل از ۱۳ عضو تصمیم گرفتند که زمینی را که میناموتو نو یوری‌ایه در اختیار داشت، بدون رضایت میناموتو نو یوری‌ایه، بین فرزندانش تقسیم کنند. با شنیدن این خبر، میناموتو نو یوری‌ایه خشمگین شد و به پدرزنش هیکی یوشیکازو دستور داد تا هوجو توکیماسا را مطیع خود کند. هوجو توکیماسا با احساس این حرکت، هیکی یوشیکازو را در ۲ سپتامبر همان سال به خانه خود دعوت کرد و او را به قتل رساند. او همچنین پسر بزرگ میناموتو نو یوری‌ایه، میناموتو نو ایچیمان را که از دختر هیکی یوشیکازو به دنیا آمد، کشت و خاندان هیکی را نابود کرد. این همان چیزی است که به شورش هیکی یوشیکازو معروف است.
سپس، هوجو توکیماسا، میناموتو نو یوری‌ایه را به شوزنجی (شهر ایزو، استان شیزوئوکا) تبعید کرد. او سپس منصب «ماندوکورو بتتو» را که یک موقعیت مهم در شوگون‌سالاری بود به عهده گرفت و شروع به حفظ قدرت واقعی کرد. پس از آن، میناموتو نو یوری‌ایه که در شوزنجی زندانی بود توسط ارتش فرستاده شده توسط هوجو یوشیتوکی ترور شد.

### درگیری با پدر، هوجو توکیماسا و انتصاب به عنوانشیکندوم

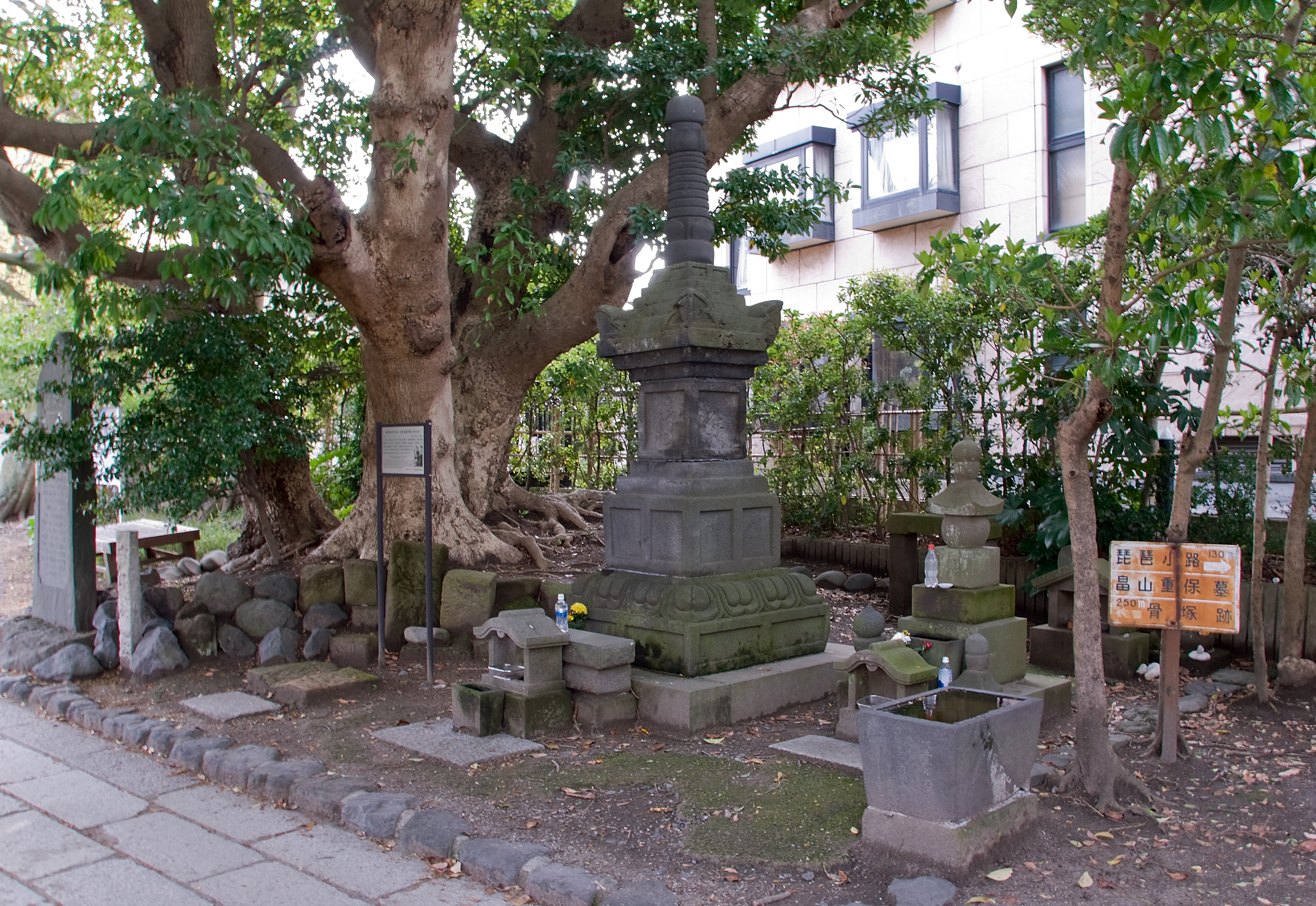
قبر هاتاکه‌یاما شیگه‌یاسو (مرگ ۱۰ ژوئیهٔ ۱۲۰۵) در کاماکورا

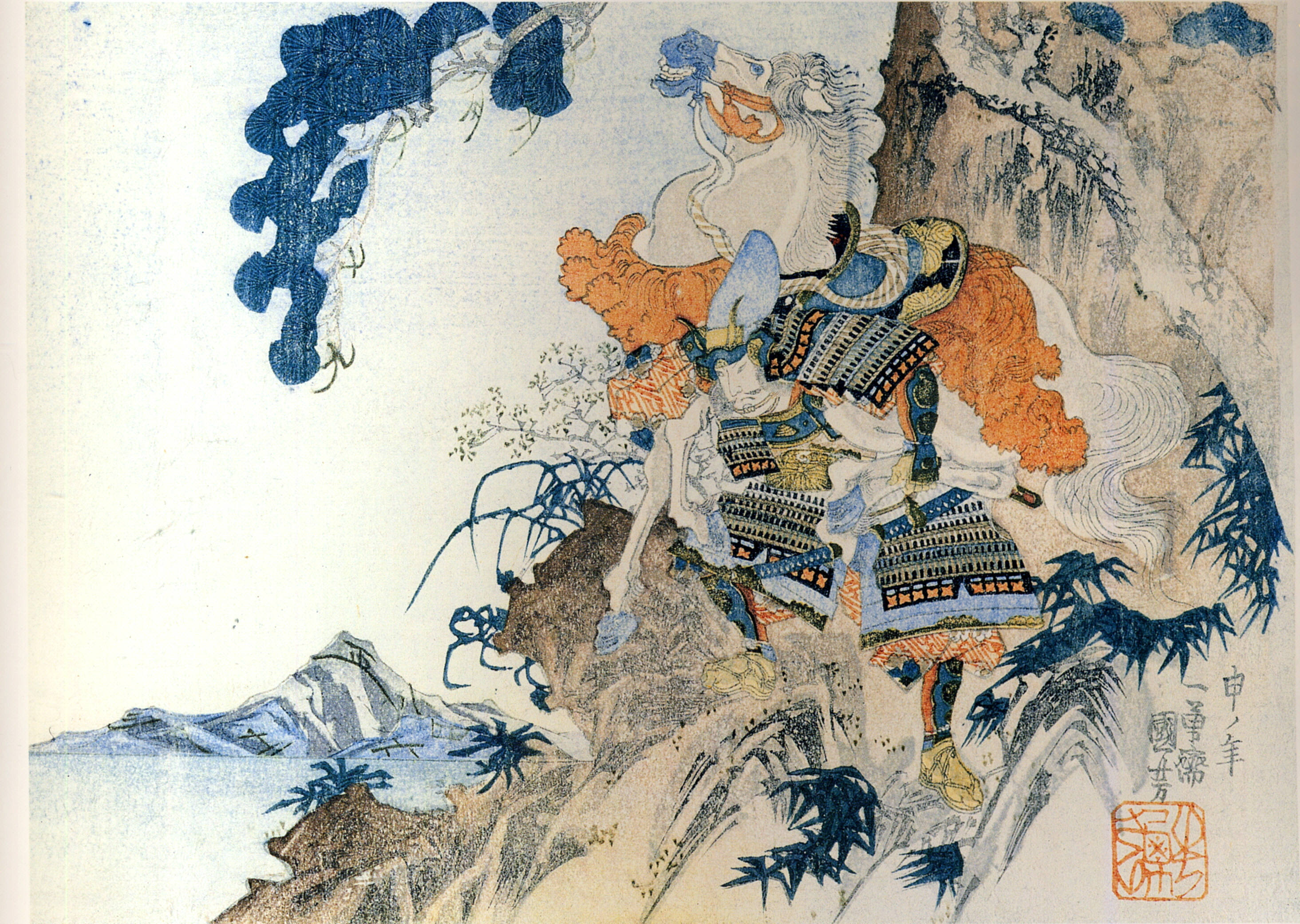
هاتاکه‌یاما شیگه‌تادا (مرگ ۱۰ ژوئیهٔ ۱۲۰۵) قهرمان جنگ گنپی در طی جنگ اسبش را بر دوش گرفته و از تپه پایین می‌آید.

با شروع حادثه هیکی یوشیکازو، هوجو یوشیتوکی و پدرش هوجو توکیماسا، نگهدارنده‌های قدرتمند را یکی پس از دیگری حذف کردند، اما پدر و پسر به تدریج با هم درگیر شدند.
گفته می‌شود که یکی از محرک‌ها شورش هاتاکه‌یاما شیگه‌تادا در سال ۱۲۰۵ (سال دوم گنکیو) است که در آن هاتاکه‌یاما شیگه‌تادا، ملازم با نفوذ ولایت موساشی، شکست خورد.
جرقه کوچک این جنگ داخلی در آوریل ۱۲۰۴ (سال چهارم کنین / سال اول گنکیو) بود، زمانی که داماد همسر دوم هوجو توکیماسا، ماکی نو کاتا، هیراگا توموماسا و هاتاکه‌یاما شیگه‌یاسو پسر هاتاکه‌یاما شیگه‌تادا در یک مهمانی مشروب‌خوری در کیوتو مشاجره کردند. بعداً، هیراگا توموماسا به مادرزنش، ماکی نو کاتا، گفت که توسط هاتاکه‌یاما شیگه‌یاسو مورد تهمت قرار گرفته است و وقتی ماکی این را شنید، شوهرش، هوجو توکیماسا، را علیه پدر و پسر هاتاکه‌یاما تحریک کرد و عنوان کرد که آنها قصد شورش دارند.
هاتاکه‌یاما شیگه‌تادا توسط اطرافیانش به عنوان یک فرمانده نظامی شایسته شناخته می‌شد که از دوران میناموتو نو یوریتومو به شوگون‌سالاری کاماکورا کمک کرده بود. او همچنین داماد هوجو توکیماسا و دوست صمیمی هوجو یوشیتوکی به عنوان برادر زن بود. به همین دلیل، هنگامی که هوجو یوشیتوکی با پدرش، هوجو توکیماسا، در مورد اینکه آیا او باید به خاندان هاتاکه‌یاما حمله کند یا نه، مشورت کرد، او با آن مخالفت کرد و گفت: «هیچ امکانی وجود ندارد که هاتاکه‌یاما شیگه‌تادا طرحی برای شورش داشته باشد.»
با این حال، هوجو توکیماسا، پدر و پسر هاتاکه‌یاما را به عنوان شورشی متهم کرد. به دستور او ملازم قدرتمند میئورا یوشیمورا، هاتاکه‌یاما شیگه‌یاسو را در صبح زود ۱۰ ژوئیهٔ ۱۲۰۵، در ساحل یوئیگاهاما در کاماکورا کشت. هوجو توکیماسا همچنین پدرش هاتاکه‌یاما شیگه‌تادا را که از این موضوع مرگ پسرش که در همان روز اتفاق افتاده بود بی‌خبر بود فریب داد و به او گفت که در کاماکورا اغتشاشی در جریان است و زمانی که او با گروه کوچکی از سربازان از ولایت موساشی به سمت کاماکورا برای کمک حرکت کرد، توسط ارتشی به رهبری هوجو یوشیتوکی مورد حمله قرار گرفت و کشته شد.
روز بعد، هوجو یوشیتوکی به کاماکورا بازگشت و به پدرش، هوجو توکیماسا، گزارش داد که ارتش شیگه‌تادا هاتاکه‌یاما تنها حدود ۱۵۰ نیرو دارد و هیچ مدرکی دال بر برنامه‌ریزی او برای شورش وجود ندارد. علاوه بر این، گفته می‌شود که وقتی هوجو توکیماسا این را شنید، بدون اینکه چیزی برای دفاع از خود بگوید گفت که «وقتی سر هاتاکه‌یاما شیگه‌تادا را دیدم، نتوانستم جلوی اشک‌هایم را بگیرم».

### دلیل کشتن هاتاکه‌یاما شیگه‌تادا توسط هوجو توکیماسا
حدس زده می‌شود که دلیل حمله هوجو توکیماسا به هاتاکه‌یاما شیگه‌تادا، خلع میناموتو نو سانه‌تومو، سومین شوگون شوگون‌سالاری کاماکورا، و تبدیل دامادش توموماسا هیراگا به شوگون بعدی بود.
با این حال، در این زمان، هوجو توکیماسا یکی از اعضای سیستم شورای ۱۳ نفره بود و او قبلاً با توصیه نوه خود، میناموتو نو سانه‌تومو، به عنوان شوگون و به عهده گرفتن سمت شیکن، که دستیار او بود، قدرت واقعی را به دست گرفته بود.
علاوه بر این، کمی غیرطبیعی است که فرض کنیم او قصد داشت هیراگا توموماسا را به عنوان شوگون تبلیغ کند. نظریه دیگر این است که بین هاتاکه‌یاما شیگه‌تادا و هوجو توکیماسا بر سر کنترل ولایت موساشی درگیری وجود داشته است.
ولایت موساشی یک مکان کلیدی برای دفاع از کاماکورا بود و گروه‌های سامورایی زیادی در کشور وجود داشتند و هاتاکه‌یاما شیگه‌تادا مسئولیت رهبری گروه‌های سامورایی را بر عهده داشت. او همچنین یک ملازم با نفوذ بود که بسیار مورد توجه بود که میناموتو نو یوریتومو پیش از مرگ، به او وصیت کرد تا از فرزندان او محافظت کند.
در این زمان، فرماندار ولایت موساشی (کوکوشی: یک مقام محلی که مسئول امور سیاسی کشورهای مختلف بود که توسط دولت مرکزی اعزام شده بود) هیراگا توموماسا بود که به کیوتو رفت تا وظایف کیوتو شوگو را بر عهده بگیرد. هوجو توکیماسا به عنوان جانشین وی منصوب شد. همچنین حدس زده می‌شود که این آغاز درگیری بین هوجو توکیماسا و هاتاکه‌یاما شیگه‌تادا بر سر حق حکومت بر ولایت موساشی بود.

### کنار گذاشتن پدر از قدرت
هوجو یوشیتوکی معتقد بود که دلیل اینکه پدرش هوجو توکیماسا، هاتاکه‌یاما شیگه‌تادا (مرگ ۱۰ ژوئیهٔ ۱۲۰۵) را به عنوان یک خائن معرفی کرد و او را کشت، این بود که همسر دوم هوجو توکیماسا، ماکی نو کاتا، که نامادری هوجو یوشیتوکی بود، پدرش را برای انجام این کار تحریک کرده بود.
به همین دلیل، هوجو یوشیتوکی واهمه داشت که فرد بعدی که پس از هاتاکه‌یاما شیگه‌تادا از قدرت خلع شود، خودش، فرزند همسر سابق ماکی نو کاتا باشد؛ بنابراین، هوجو یوشیتوکی و خواهرش هوجو ماساکو قصد اخراج پدرشان هوجو توکیماسا را گرفتند.
در آن زمان، هوجو توکیماسا و ماکی نو کاتا در حال نقشه کشیدن برای کشتن شوگون میناموتو نو سانه‌تومو بودند تا دامادشان هیراگا توموماسا را به عنوان شوگون منصوب کنند. وقتی هوجو یوشیتوکی و هوجو ماساکو از این موضوع مطلع شدند، محل زندگی میناموتو نو سانه‌تومو که در عمارت هوجو توکیماسا زندگی می‌کرد را از او جدا کردند. در آن زمان، هوجو توکیماسا محبوبیت خود را پس از کشته شدن هاتاکه‌یاما شیگه‌تادا که یک قهرمان سامورایی محبوب بود، از دست داده بود و بسیاری از گوکه‌نین‌ها در کنار هوجو یوشیتوکی و هوجو ماساکو قرار گرفتند.
هوجو توکیماسا و ماکی که تنها و بدون حمایت رها شدند، راهب شدند. روز پس از آن هوجو یوشیتوکی توکیماسا و ماکی را به ولایت ایزو تبعید کرد و در آنجا آنها را زندانی کرد.
گفته می‌شود که این کار با هدف منحرف کردن نفرت گوکه‌نین‌های کاماکورا، که به هوجو یوشیتوکی به دلیل انقیاد هاتاکه‌یاما شیگه‌تادا بی‌گناه، به سمت هوجو توکیماسا و ماکی هدایت شده بودند، انجام شد. شش روز بعد، داماد آنها هیراگا توموماسا ملازم کیوتو، به دستور شوگون‌سالاری کاماکورا به قتل رسید.
هوجو یوشیتوکی سپس برادر ناتنی خود هوجو توکیفوسا را به عنوان ملازم و کوکوشی ولایت موساشی در غیاب هاتاکه‌یاما شیگه‌تادا و هیراگا توموماسا منصوب کرد. علاوه بر این، او موقعیت ماندوکورو بتتو (رئیس) را که پدرش هوجو توکیماسا داشت، به ارث برد. به این ترتیب هوجو یوشیتوکی پدرش را اخراج کرد و دومین شیکن شوگون‌سالاری کاماکورا شد و موقعیت خود را مستحکم کرد.

## سبک حکومتشیکنتوسط هوجو یوشیتوکی
یوشیتوکی هوجو، که سمت شیکن دوم شوگون‌سالاری کاماکورا را بر عهده گرفت، خواهر بزرگترش هوجو ماساکو و میناموتو نو سانه‌تومو را در معرض دید عموم قرار داد، در حالی که در پشت صحنه امور سیاسی را به عنوان مدیر اجرایی واقعی کاماکورا شوگون‌سالاری اداره می‌کرد. هوجو یوشیتوکی این واقعیت را در نظر می‌گرفت که پدرش، هوجو توکیماسا، قدرت را در انحصار خود درآورده بود، و باعث مخالفت بسیاری از ملازمان شد، بنابراین او تمایل داشت به درخواست‌های آنها با انعطاف پاسخ دهد.
یکی از این موارد لغو موقت اسنادی به نام ججیجو است. شیموچیجو سندی است که عمدتاً توسط خانواده‌های سامورایی برای انتقال دستورها به زیردستان خود استفاده می‌شد و تا آن زمان فقط هوجو توکیماسا آن را صادر می‌کرد. به عبارت دیگر می‌توان گفت شیمو چیجو مدرکی بر دیکتاتوری هوجو توکیماسا بود. علاوه بر این، هوجو یوشیتوکی قول داد که در اصل، قلمرویی را که از دوران میناموتو نو یوریتومو به ملازمانش داده شده بود، مصادره نخواهد کرد، مگر اینکه آنها مرتکب جنایت بزرگی شده باشند. او با این کار توانست بر قلب ملازمان خود مسلط شود و وفاداری آنها را افزایش دهد.
به این ترتیب، یوشیتوکی هوجو، پدرش، هوجو توکیماسا را سرمشق خود قرار داد و در عین حال، ملازمان تأثیرگذاری مانند پدرش را نیز حذف کرد تا سیستم نایب‌نشین خاندان هوجو را بیشتر تقویت کند. شناخته شده‌ترین آنها وادا یوشیموری است که با میناموتو نو یوریتومو در تشکیل ارتش در جنگ گنپی همراهی کرد.
در ماه مه ۱۲۱۳، وادا یوشیموری از تحریک هوجو یوشیتوکی استفاده کرد و با میئورا یوشیمورا، یکی از اعضای همان خاندان، گروهی را برای سرنگونی خاندان هوجو تشکیل داد و آنچه را نبرد وادا نامیده می‌شود را راه‌اندازی کرد. آنها شورشی را آغاز کردند. با این حال، میئورا یوشیمورا در آخرین لحظه به سود خاندان هوجو تغییر جهت داد و خاندان وادا را با کمبود نیرو مواجه کرد. با این حال، خانواده وادا یوشیموری به کاخ کاماکورا شوگون حمله کردند. اگرچه آنها سخت جنگیدند، اما شکست خوردند و خاندان وادا از بین رفت.
پس از آن، هوجو یوشیتوکی منصب «سامورایی-دوکورو بتتو» را به عهده گرفت، که این موقعیت در اختیار وادا یوشیموری بود. او مناصب مهم سیاسی را در انحصار خود درآورد.

### قتل شوگون سوم
در زمستان سال ۱۲۱۹، در مراسم انتصاب شوگون سوم میناموتو نو سانه‌تومو به عنوان وزیر راست که در معبد تسوروگائوکا هاچیمانگو (شهر کاماکورا، استان کاناگاوا) برگزار شد. میناموتو نو سانه‌تومو توسط پسر یتیم شوگون دوم میناموتو نو یوری‌ایه، کوگیو (راهب) ترور شد. در نتیجه این حادثه خط مستقیم شوگون‌های گنجی که ۳ نسل به مدت ۲۷ سال ادامه داشت به پایان رسید.
تئوری‌هایی وجود دارد مبنی بر اینکه این حادثه توطئه ای از هوجو یوشیتوکی بوده زیرا نظر خوبی نسبت به میناموتو نو سانه‌تومو که شروع به علاق‌مندی به سیاست کرده بود نداشت. تئوری‌هایی وجود دارد که حامیان کاماکورا، از جمله میئورا یوشیمورا، برای انجام این قتل تبانی کرده بودند و اینکه هشتاد و دومین امپراتور، امپراتور بازنشسته گوتوبا، که به شدت خواهان سرنگونی شوگون سالاری کاماکورا و بازگرداندن قدرت به دربار امپراتوری بود، در پشت پرده این قتل بوده است اما تاکنون حقیقت انجام این قتل روشن نشده است.
در هر صورت، موضوع جانشینی برای میناموتو نو سانه‌تومو، که هیچ فرزند بیولوژیکی نداشت، مطرح شد. در واقع، از سال قبل از ترور میناموتو نو سانه‌تومو، ایده انتصاب شاهزاده امپراتوری بازنشسته گوتوبا به عنوان شوگون بعدی در دست بررسی بود. برای فرونشاندن هرج و مرج ناشی از حادثه ترور که در آن زمان رخ داد و حفظ سیستم شیکن شوگون‌سالاری کاماکورا و خاندان هوجو، لازم بود یک شخص درباری یا اشرافی به عنوان شوگون منصوب شود که همه با آن موافق باشند. پس از ترور میناموتو نو سانه‌تومو، شوگون‌سالاری کاماکورا به دربار امپراتوری درخواست کردند تا یک شاهزاده امپراتوری را طبق برنامه به کاماکورا منتقل کنند، اما توسط امپراتور بازنشسته گوتوبا رد شد.
در نهایت، شوگون‌سالاری کاماکورا از شوگون خاندان امپراتوری منصرف شد و فوجیوارا نو یوریتسونه را به عنوان شوگون چهارم منصوب کرد. او از خانواده خاندان‌های سکه (سکانکه) (خانواده اشرافی عالی‌رتبه ای که مناصب مهمی در دربار امپراتوری داشت) و با میناموتو نو یوریتومو مرتبط بود. با این حال، در آن زمان، فوجیوارا نو یوریتسونه تنها یک نوزاد یک یا دو ساله بود. هوجو ماساکو که خود نمی‌توانست به‌طور رسمی شوگون شود، به عنوان سرپرست یوریتسونه امور شوگون‌سالاری را در واقع اداره می‌کرد و یوشیتوکی با کمک به خواهرش، هوجو ماساکو، موفق به ادامه تسلط خاندان هوجو شد.

## تصمیمی که سامورایی‌ها مجبور به گرفتن آن شدند
موضوع جانشینی شوگون باعث تعمیق درگیری بین امپراتور بازنشسته گوتوبا شد که از تبدیل شاهزاده امپراتوری به عنوان یک شوگون خودداری کرد و شوگون‌سالاری کاماکورا به این ترتیب قادر به تعیین یک شوگون از خانواده امپراتوری نبود.
طبق یک نظریه، هوجو یوشیتوکی در همین زمان آگاه بود که خانواده امپراتوری، از جمله امپراتور بازنشسته گوتوبا، و دربار امپراتوری به‌طور فزاینده ای تمایل به سرنگونی شوگون‌سالاری داشتند.
سپس در ۱۴ مه ۱۲۲۱ (سال سوم جوکیو)، امپراتور بازنشسته گوتوبا سرانجام ارتشی را برای سرنگونی شوگون‌سالاری کاماکورا تشکیل داد که نتیجه آن شورش جوکیو بود. امپراتور بازنشسته گو-توبا برای سامورایی‌ها از نواحی مختلف اعلامیه ای صادر کرد تا هوجو یوشیتوکی را تحت سلطه خود درآورند و به آنها دستور داد که فوراً به یاری امپراتور بازنشسته گو-توبا بروند.
سامورایی‌هایی که این اعلامیه را دریافت کردند تکان خوردند. این به این دلیل است که اگرچه آنها به شوگون‌سالاری کاماکورا خدمت می‌کردند، اما همچنان مانند قبل از دوره کاماکورا به اقتدار امپراتور و دربار امپراتوری احترام می‌گذاشتند. با صدور اعلامیه امپراتور بازنشسته علیه شوگون‌سالاری، سامورایی‌ها می‌ترسیدند که اگر از شوگون‌سالاری کاماکورا پیروی کنند، چوتکی (دشمن دربار ژاپن) شوند.
به همین دلیل، احتمال زیادی وجود داشت که بسیاری از ملازمان شوگون‌سالاری کاماکورا در کنار امپراتور بازنشسته گو-توبا قرار بگیرند. در این زمان هوجو یوشیتوکی در بزرگ‌ترین بحران زندگی خود قرار گرفت اما بسیاری از سامورایی‌ها پس از ایراد سخنرانی خواهرش هوجو ماساکو در جبهه شوگون‌سالاری جمع شدند و گفتند: «ما نباید لطف شما را فراموش کنیم اکنون زمان اتحاد است.»

## وضعیت شورش جوکیو و نتایج آن
حتی در داخل شوگون‌سالاری کاماکورا، استدلال‌هایی برای احتیاط در رویارویی با ارتش امپراتوری وجود داشت، اما بر اساس توصیه اوئه نو هیروموتو که گفت: «اگر روی دفاع تمرکز کنیم، یک بار دیگر سامورایی‌های مناطق شرقی را ناراحت خواهیم کرد.» آنها تصمیم گرفتند که یک نبرد سرنوشت‌ساز کوتاه داشته باشند. هوجو یوشیتوکی پسرش هوجو یاسوتوکی را به عنوان فرمانده کل و برادر ناتنی خود هوجو توکیفوسا را به عنوان معاون ژنرال منصوب کرد و ارتش شوگونی کاماکورا را از سه جاده اصلی توکایدو، توساندو و هوکوریکودو رهبری کرد و به سمت کیوتو حرکت کرد، جایی که امپراتور بازنشسته گوتوبا در آن قرار داشت. ارتش شوگون‌سالاری کاماکورا ۱۹۰۰۰۰ نفر بود.
ارتش امپراتوری در کنار رود کیسو مستقر شد و تفاوت قدرت نظامی بین آنها و ارتش شوگون آشکار بود. نبرد تنها در یک ماه به پایان رسید و شورش جوکیو با پیروزی قاطع ارتش شوگون به پایان رسید.

## مجازات ارتش امپراتوری
پس از سرکوب شورش جوکیو، هوجو یوشیتوکی به هوجو یاسوتوکی و هوجو توکیفوسا دستور داد تا با وضعیت پس از جنگ مقابله کنند. در سال ۱۲۲۱، به دلیل شورش جوکیو، تلاش ناموفق امپراتور گو-توبا برای به دست گرفتن قدرت واقعی، شوگون‌سالاری کاماکورا افراد خانواده امپراتوری را که از امپراتور گو-توبا تبار بودند کاملاً از تخت پادشاهی ژاپن کنار گذاشتند. به این ترتیب امپراتور چوکیو را وادار به کناره‌گیری کرد. پس از جنگ گنپی، امپراتور گو-هوریکاوا به عنوان نوه امپراتور تاکاکورا که همچنین برادرزاده امپراتور بازنشسته آن زمان گو-توبا و پسر عموی اول چوکیو بود، بر تخت نشست. او از ۲۹ ژوئیه ۱۲۲۱ تا ۲۶ اکتبر ۱۲۳۲ حکومت کرد.
به این ترتیب هوجو یاسوتوکی و هوجو توکیفوسا، هشتاد و پنجمین امپراتور امپراتور چوکیو، نوه قانونی امپراتور بازنشسته گوتوبا را که رهبر شورش جوکیو بود، خلع کردند و هشتاد و ششمین امپراتور، امپراتور گو-هوریکاوا را که نگرش مشابهی نشان نداده بود، جایگزین کردند. هدف از این کار جدا کردن کامل افرادی از حکومت مرکزی بود که از خویشاوندان خونی امپراتور بازنشسته امپراتور گو-توبا بودند و از سرنگونی شوگون‌سالاری حمایت کردند.
پس از آن، هوجو یاسوتوکی و دیگران امپراتور بازنشسته گوتوبا را به جزایر اوکی (استان شیمانه کنونی) و امپراتور هشتاد و چهارم، امپراتور جونتوکو را به جزیره سادو (در حال حاضر شهر سادو، نیگاتا، استان نیگاتا) به تبعید فرستادند.
علاوه بر این، هشتاد و سومین امپراتور، امپراتور تسوچیمیکادو، که مخالفت خود را با طرح سرنگونی شوگون‌سالاری ابراز کرده بود، به درخواست خود به ولایت توسا (استان کوچی کنونی) تبعید شد. این یک اتفاق بی‌سابقه بود که یکی از اعضای خانواده امپراتوری توسط یک سامورایی مجازات شود و مردم شوکه شدند و اعتبار امپراتور و دربار امپراتوری به سرعت کاهش یافت.
هوجو یوشیتوکی با تحمیل بی‌ترسانه مجازات بر خانواده امپراتوری به مردم ژاپن اعلام کرد که مواضع شوگون‌سالاری کاماکورا و دربار امپراتوری کاملاً معکوس شده است. پس از آن، هوجو یوشیتوکی روکوهارا تاندای را تأسیس کرد، یک نهاد شعبه ای که به جای کیوتو شوگو قبلی بر دربار امپراتوری نظارت می‌کرد.
علاوه بر این، او تقریباً ۳۰۰۰ قلمرو متعلق به اشراف دربار و سامورایی‌ها را در منطقه سایگوکو مصادره کرد و آنها را بین ملازمانی که در طول شورش جوکیو با شوگون‌سالاری طرف شده بودند توزیع کرد. این ملازمان سپس به سمت «شینپوجیتو» منصوب شدند که مسئولیت مدیریت فیف‌های مربوط به خود را بر عهده داشتند.
به این ترتیب، هوجو یوشیتوکی کنترل سراسری را به دست آورد و پایه‌های حکومت شیکن خاندان هوجو را بنا نهاد.

## پایان زندگی
روزنامه‌نگار علمی ایشیدا ماساهیکو می‌نویسد. سه سال پس از سرکوب شورش جوکیو، در ۱۳ ژوئن ۱۲۲۴، چون هوشیاری خود را از دست داد و در حالت مرگ بود، در ساعت ۴ صبح وارد معبد بودایی شد و در ساعت ۱۰ صبح (یا ۸ صبح) در سن ۶۲ سالگی درگذشت. به گفته آزوما کاگامی که توسط خاندان هوجو در اواخر دوره کاماکورا نوشته شده است، علت مرگ بری‌بری بوده است. بر اساس این توصیف، تنها گمان بر دلیل مرگ یوشیتوکی هوجو تا مدت‌ها بری‌بری بود. با این حال، در میگتسوکی، دفتر خاطراتی که فوجیوارا نو تیکا (۱۲۴۱–۱۱۶۲)، اشراف و شاعر درباری، از سن ۱۸ تا ۷۴ سالگی نوشته است، مدخلی به تاریخ سه سال پس از مرگ یوشیتوکی وجود دارد، که او توسط همسرش ایگا نو کاتا با دارویی که به او داد، مسموم و کشته شده است. پس از مرگ یوشیتوکی، ایگا با برادرش و میئورا یوشیمورا متحد شد و نقشه ای برای شیکن شدن پسرش هوجو  ماسامورا (۱۲۷۳–۱۲۰۵) طراحی کرد، اما این کار شکست خورد و او تبعید شد (حادثه ایگا).
مقبره هوجو یوشیتوکی در محوطه معبد هوجوجی واقع در شهر ایزونوکونی، شیزوئوکا امروزی در استان شیزوئوکا واقع شده است و گفته می‌شود که توسط پسرش هوجو یاسوتوکی که سومین شیکن شد، ساخته شده است.

## خانواده

### همسران
طبق اسناد تاریخی دو نفر هستند که همسر اصلی هوجو یوشیتوکی شدند، اما گفته می‌شود که او زنان غیراصلی دیگری نیز داشته است که یکی از آنها زنی بود که در کاخ شوگون در کاماکورا به نام آوا نو تسوبونه کار می‌کرد. علاوه بر این، هوجو یوشیتوکی یک خواهر به نام آوا نو تسوبونه دارد، اما او فردی متفاوت با همین نام است. آوا نو تسوبونه هوجو یاسوتوکی را در سال ۱۱۸۳ به دنیا آورد (سال دوم جوئی)، اما منشأ خانوادگی او به‌طور دقیق مشخص نیست؛ بنابراین حدس زده می‌شود که وی از وضعیت پایینی برخوردار بوده و سوکوشیتسو بوده است. زنی که به هیمه نو مائه معروف است اولین همسر اصلی یوشیتوکی هوجو شد. گفته می‌شد که شاهزاده خانم فرزند یا خواهر ندیمه دوران کودکی میناموتو نو یوریتومو، هیکی نو آما بود و به گفته آزوما کاگامی، او یک زن بسیار زیبا بود. هوجو یوشیتوکی برای اولین بار این شاهزاده خانم را دید و بیش از یک سال به ارسال نامه برای او ادامه داد، اما او به نامه‌های او پاسخی نداد و یوشیتوکی تنها با کمک نفوذ اربابش، میناموتو نو یوریتومو بود که توانست با او  وارد یک رابطه زناشویی شود. پس از ازدواج آنها دو پسر و یک دختر داشتند، اما روابط بین خاندان هوجو و خاندان هیکی بدتر شد و زمانی که حادثه هیکی یوشیکازو رخ داد، هوجو یوشیتوکی نقش مهمی در نابود کردن خاندان همسرش را داشت. آن دو مجبور به طلاق شدند و هیمه نو مائه دوباره با میناموتو نو توموچیکا، یک اشراف‌زاده پایتخت ازدواج کرد و چهار سال بعد درگذشت. پس از آن، هوجو یوشیتوکی زنی از خاندان ایگا، «ایگا نو کاتا» را که از نوادگان فوجیوارا نو هیده‌ساتو بود، به عنوان زن اصلی خود  انتخاب کرد. ایگا یک دختر با هوجو یوشیتوکی داشت که بعداً همسر اصلی هوجو ماسامورا شیکن هفتم شد.

### فرزندان
هوجو یوشیتوکی از حداقل چهار زن فرزند داشت. او فرزندان بسیاری داشت که تعداد و نام تمامی آنان به طور دقیق مشخص نیست.

#### پسران
1. هوجو یاسوتوکی (پسر ارشد، متولد ۱۱۸۳ میلادی)، از یک زن سوکوشیتسو (زن غیراصلی)، (آوا نو تسوبونه یا یائه هیمه) سومین شیکن
2. هوجو توموتوکی (دومین پسر متولد ۱۱۹۳ میلادی)، نام مادر هیمه نو مائه، توموتوکی خاندان هوجو (شاخه ناگوئه) را بنیان‌گذاری کرد.
3. هوجو شیگه‌توکی (سومین پسر متولد ۱۱۹۸ میلادی)، نام مادر هیمه نو مائه، پدر ششمین شیکن هوجو ناگاتوکی، سومین رئیس بخش شمالی روکوهارا تاندای بود.
4. هوجو آریتوکی (چهارمین پسر متولد ۱۲۰۰ میلادی)، از یک زن سوکوشیتسو (زن غیراصلی)، آریتوکی خاندان هوجو (شاخه ایگو) را بنیان‌گذاری کرد.
5. هوجو ماسامورا (پنجمین پسر متولد ۱۲۰۵ میلادی)، نام مادر ایگا نو کاتا هفتمین شیکن
6. هوجو سانه‌یاسو/سانه‌یوشی (ششمین پسر ۱۲۰۸ میلادی)، نام مادر ایگا نو کاتا، سانه‌یاسو خاندان هوجو (شاخه کانه‌ساوا) را بنیان‌گذاری کرد.[۶]
7. هوجو توکینائو به عنوان پسر یوشیتوکی در آزوما کاگامی ذکر نشده است  اما احتمال دارد که او همان پسر یوشیتوکی باشد که در آزوما کاگامی تولدش در سال ۱۲۲۲ بدون ذکر نام ثبت شده است.[۷]

#### دختران
- تاکه دونو ، نام مادر هیمه نو مائه، او همسر غیراصلی اشراف درباری تسوچیمیکادو سادامیچی بود.
- دختری بدون ثبت نام از ایگا نو کاتا که ابتدا همسر اصلی ایچیجو سانه‌ماسا بود.

## گاهشماری رویدادهای زندگی
| تقویم غربی (تقویم ژاپنی)                          | سن       | رویداد |
| ------------------------------------------------- | -------- | --- |
| ۱۱۶۳ (اوهو سال سوم/(سال اول چوکان (دوره))         | ۱ ساله   | به عنوان پسر دوم هوجو توکیماسا متولد شد. |
| ۱۱۸۰ (سال چهارم جیشو)                             | ۱۸ سالگی | به همراه پدرش هوجو توکیماسا به ارتش میناموتو نو یوریتومو پیوست. برادر بزرگتر او، هوجو مونه‌توکی، در نبرد ایشیباشیاما کشته شد.                                               |
| ۱۱۸۱ (سال پنجم جیشو/سال اول یووا (دوره))          | ۱۹ سالگی | به عنوان یکی از ۱۱ ملازم برای محافظت از اتاق خواب میناموتو نو یوریتومو انتخاب شد.                                                                                          |
| ۱۱۸۵ (سال چهارم جوئی / سال دوم گنریاکو)           | ۲۳ سالگی | در نبرد آشیائورا برای فرماندهی در نبرد برای شکست و دستگیری خاندان تایرا انتخاب شد. پس از نابودی خاندان تایرا در نبرد دان نو اورا، شوگون‌سالاری کاماکورا تأسیس شد.           |
| ۱۱۸۹ (بنجی ۵)                                     | ۲۷ سالگی | در نبرد اوشو شرکت کرد. سال بعد، وقتی میناموتو نو یوریتومو به کیوتو رفت، او را به عنوان یکی از سربازانش همراهی کرد.                                                         |
| ۱۱۹۲ (سال سوم کنکیو)                              | ۳۰ سالگی | دختر هیکی چومون، پرنسس را به عنوان همسر اصلی خود می‌گیرد. سال بعد پسر بزرگش هوجو توموکی به دنیا آمد.                                                                        |
| ۱۱۹۹ (سال دهم از کنکیو/ سال اول شوجی)             | ۳۷ سالگی | میناموتو نو یوریتومو درگذشت. برای کمک به میناموتو نو یوری‌ایه، که جانشین او به عنوان شوون دوم شد، یک سیستم شورای ۱۳ نفره تأسیس شد. هوجو یوشیتوکی نیز به عنوان عضو شرکت کرد. |
| ۱۲۰۳ (سال سوم کنین)                               | ۴۱ سالگی | میناموتو نو یوری، زمانی که پدرش، توکیماسا هوجو، بیمار شد، تبعید شد. او برادر کوچکتر میناموتو نو یوری‌ایه، میناموتو نو سانه‌تومو را به عنوان سومین شوگون منصوب کرد.           |
| ۱۲۰۴ (سال چهارم کنین/ گنکیو ۱)                    | ۴۲ سالگی | به رتبه رسمی «ساگامی نو کامی» منصوب شد. |
| ۱۲۰۵ (سال دوم جنکیو)                              | ۴۳ سالگی | در پی شورش هاتاکه‌یاما شیگه‌تادا، او با پدرش هوجو توکیماسا درگیر شد. پدرش هوجو توکیماسا به ولایت ایزو تبعید می‌شود.                                                           |
| ۱۲۱۳ (کنرکی سال سوم/(سال اول کنپو)                | ۵۱ سالگی | وادا یوشیموری، رقیب خود و سامورایی-دوکورو را در نبرد وادا شکست داد. در نتیجه، خاندان وادا نابود شد.                                                                        |
| ۱۲۱۹ (سال هفتم کنپو/(سال اول جوکیو)               | ۵۷ سالگی | سومین شوگون، میناموتو نو سانه‌تومو، توسط پسر شوگون دوم، ترور شد. |
| ۱۲۲۱ (جوکیو سال سوم)                              | ۵۹ سالگی | امپراتور بازنشسته گوتوبا ارتشی را برای تحت سلطه درآوردن هوجو یوشیتوکی تشکیل می‌دهد و شورش جوکیو شروع می‌شود. ارتش شوگون به پیروزی می‌رسد.                                     |
| ۱۲۲۴ (جوئو (دوره کاماکورا) سال سوم/گن‌نین سال اول) | ۶۲ سالگی | بر اثر بیماری بری‌بری درگذشت. |